# Pegomya aldrichi
Pegomya aldrichi este o specie de muște din genul Pegomya, familia Anthomyiidae, descrisă de Griffiths în anul 1983.
Este endemică în Indiana. Conform Catalogue of Life specia Pegomya aldrichi nu are subspecii cunoscute.